# Belmont Cragin

Situation de Belmont Cragin dans la ville de Chicago

Belmont Cragin est l'un des 77 secteurs communautaires de la ville de Chicago aux États-Unis.